# Gregor Kössler
Gregor W. Kössler (* 1969 in Salzburg) ist ein österreichischer Diplomat und seit dem 1. Juli 2020 Politischer Direktor im österreichischen Außenministerium. 

## Leben
Gregor W. Kössler absolvierte die US-amerikanische Johns-Hopkins-Universität. Nach seinem Eintritt in das österreichische Außenministerium war er unter anderem als Kabinettsdirektor des hohen Repräsentanten für Bosnien und Herzegowina Wolfgang Petritsch (1999–2002) sowie als Leiter des Kabinetts des Staatssekretärs im Außenministerium Hans Winkler (2007–2008) tätig. Dazwischen diente Kössler fünf Jahre lang als Gesandter in Brüssel beim Stabilitätspakt für Südosteuropa.
Zuletzt vertrat Gregor W. Kössler von 2012 bis Anfang 2019 Österreichs Interessen als Botschafter in Saudi-Arabien, mit Zuständigkeit für Oman und Jemen. Seit März 2019 wirkte er zunächst als Kabinettschef der parteilosen Bundesministerin Karin Kneissl im Außenministerium und behielt diese Funktion auch unter Bundesminister Alexander Schallenberg sowohl während der Übergangsregierung als auch unter der türkis-grünen Bundesregierung bei.
Kössler ist verheiratet und Vater dreier Söhne.